# 陳振華 (1940年)
陳振華（英語：Chan Chun Wah，1940年—2018年1月4日），已故香港男演員，曾為無綫電視及麗的電視藝人。

## 簡歷
陳振華早年就讀香港大同中學，期間加入《中國學生周報》話劇社，與劉天賜、吳宇森及呂奇等經常參演舞台劇；畢業後任職文員和小學教師，曾投考過光藝公司卻不獲取錄，至1973年經鍾景輝介紹才正式涉足演藝圈，他成為無綫電視首席之第一代小生；其後於1975年底轉投麗的電視。直到1980年後宣佈離開電視台工作，專心研究掌相命理。兒子陳廷軒、陳樂文、兒媳婦吳梅為配音員。陳振華生前常於工聯會開班教授配音技巧。
他在2018年1月4日於九龍城聖德肋撒醫院離世，享壽78歲。由於他生前作風低調，家屬按照其遺願將遺體捐給香港大學用作醫學培訓用途，遺體成為「大體老師」的一員；其長子陳廷軒亦於翌年6月5日因腦部腫瘤而在美國逝世，享年48歲。

## 演出列表

### 電視劇（無綫電視）
- 1970年：《清宮怨》 飾 光緒皇
- 1971年：《家》 飾 高覺新
- 1972年：《向日葵》
- 1972年：《星河》
- 1973年：《野玫瑰》 飾 劉雲樵
- 1973年：《水落石出》 飾 溫文彬
- 1974年：《啼笑因緣》 飾 樊家樹
- 1974年：《芸娘》 飾 沈三白
- 1974年：《梁天來》 飾 梁天來
- 1974年：《西遊記》 飾 唐三藏
- 1974年：《民間傳奇》: 獅吼記  飾 陳季常
- 1974年：《太太團》
- 1975年：《同屋共住》
- 1975年：《創業興家》
- 1975年：《創業興家II》
- 1975年：《董小宛 (電視劇)》飾 冒辟疆
- 1975年：《民間傳奇》: 釵頭鳳  飾 陸游
- 1975年：《民間傳奇》: 敗節樓  飾 胡文采
- 1975年：《民間傳奇》: 荊釵記  飾 王十朋
- 1990年：《月兒彎彎照九州》 飾 歐正秋
- 1992年：《龍的天空》飾 楊樹根

### 電視劇（麗的電視）
- 1975年：《子夜》
- 1976年：《半生緣》 飾 沈世鈞
- 1976年：《三國春秋》 飾 劉備
- 1976年：《慾海花》 飾 吳三桂
- 1976年：《世界風情畫》
- 1976年：《十大奇案 II》: 醉貓昌
- 1977年：《鑄情》
- 1977年：《十大刺客之秋瑾》 飾 光緒帝
- 1977年：《十大刺客之荊軻》 飾 太子丹
- 1977年：《電視人》 飾 周展鵬
- 1978年：《追族》 飾 雍仲和
- 1978年：《李後主》 飾 李煜
- 1978年：《鱷魚淚》飾 伍浩然
- 1979年：《奇女子》飾 吳蘇得
- 1979年：《沈勝衣》飾 香祖樓
- 1979年：《浣花洗劍錄》飾 白三空

### 電視劇（香港電台電視部）
- 1991年：《香港夢：輪舞》
- 1991年：《小說家族：人間有情 - 杜國威》 （页面存档备份，存于） 飾 蘇天賜
- 1996年：《四海一家》飾 鄧校長

## 電影
- 1964年：《學生王子》
- 1967年：《工廠三小姐》 飾 呂子邢
- 1973年：《追殺》 飾 大虎
- 1974年：《街知巷聞》
- 1974年：《天天報喜》
- 2003年：《六樓后座》 飾 梁Wing父親